# ミコウフ
ミコウフ（ポーランド語: Mikołów [miˈkɔwuf]、独: Nikolai（ニコライ）、シレジア語：Mikołůw）は、ポーランドの南部、シレジア地方のカトヴィツェ近郊にある町。シレジア高原に位置し、ヴィスワ川支流のマンコウォヴィエツ川が流れる。かつてはカトヴィツェ県に属したが、1999年の再編でシロンスク県に組み込まれた。戦間期もシロンスク県に属していた。
人口270万人のカトヴィツェ都市圏と529万4千人のシレジア大都市圏の圏内にある。人口は2019年の時点で4万0898人。

## 歴史
上シレジアで最も古い町のひとつで、1222年にラツィブジュ・ツァスミール公がヴロツワフ司教ヴァヴジニェツへ送った文献にも登場する。ミツロフ城主アンドレフの名があり、すでに行政の中心地であったことがうかがわれる。
交易路の交差点にあったことから、交易の要所になったが、1349年から翌年の黒死病で住民の3分の1が亡くなった。1433年から1443年にかけ、数回地震にも見舞われた。1545年に都市権を取得。1645年と1687年には年に4度見本市の開催が許されていた市場近くの家屋で火災が起き、18世紀後半には幾度か百姓一揆が起きた。さらに、1713年から1715年にかけて蔓延した飢饉にも生き残った。1760年になって初めて現在の表記が見られる。1794年5月20日に大火が発生して、市場周辺の家屋全体が焼失した。町役場も含まれたため、保管されていた歴史的資料が全て灰になった。

### ユダヤ史
1674年に初めてのユダヤ人がやってきて、宿屋を開いた。1816年にシナゴーグが建てられ、19世紀後半には800人のユダヤ人がいたが、徐々に減少して第二次世界大戦前には243人になった。1945年1月のソ連による「解放」直前には、アウシュヴィッツ＝ビルケナウ強制収容所の囚人がミコウフを通ってドイツまで、強制労働のため行軍させられた。その大多数が瀕死の状態で、ミコウフでは60人以上の人々が死ぬか殺され、後になってユダヤ人墓地に埋葬された。この囚人のなかにはカトリック教徒も少数含まれていた。1972年には共産党当局がボレスワフ・シュミアウィ炭鉱の工夫にシナゴーグを爆破するよう命じた。
ミコウフのユダヤ人墓地は19世紀後期に造営されたが、最古の墓は1726年のもので、265基のうち100基が保護されている。墓地の入り口には1945年1月の犠牲者に奉げられた記念碑があり、「この地で1945年1月16日、穏やかに休んでいた14人がシュツポリツァイに撃たれ、1945年1月19日には疎開のためアウシュヴィッツ強制収容所からやってきた50人の囚人が虐殺された。彼らに栄光あれ」と綴られている。かつてはもう1ヶ所、1682年につくられたユダヤ人墓地があったが、第二次大戦中に完全に廃墟となった。

## ゆかりの人物
- ラファウ・ヴォヤチェク - 詩人
- イザベラ・クロツ - 政治家
- イグナズ・ヴェフセルマン - 建築家・篤志家
- エウゲニュシュ・ヴィチスウォ - 政治家
- ロクサナ・ヨネク - 1997年度「ミス・ポロニア」

## 姉妹都市
- ベーニンヘン（オランダ）